# Harlene Anderson
Harlene Anderson (* 1. Dezember 1942) ist eine US-amerikanische Psychologin, Psychotherapeutin und Sachbuchautorin, die als Gründerin der Postmodernen Psychotherapie gilt, welche zum Formenkreis der Systemischen Therapie zählt. Sie unterrichtet an der Our Lady of the Lake University, Houston, und lebt in Mount Vernon (Texas).

## Werk
Anderson zählte 1977 zu den Gründern des Houston Galveston Institute (HGI), gemeinsam mit Paul F. Dell, Harold A. Goolishian und George Pulliam. Das Institut war damals innovativ, in dem es Narrativ, Sprache und Konversation einen zentralen Stellenwert einräumte, die nicht-wissende Position des Therapeuten, seine Gleichberechtigung mit dem Klienten und das Erkennen eines „problem-organisierenden Systems“ einforderte. In seiner Verknüpfung von Praxis, Lehre und Forschung war das HGI für zahlreiche Studierende aus dem In- und Ausland attraktiv.
„Collaborative Approach“ nannten die Houstoner ihren Ansatz, der den hierarchischen Verzicht seitens des Therapeuten beinhaltete. Anderson setzte diese kolloquiale Technik zuerst in Familientherapie und Eheberatung ein, schließlich auch in Spitälern und anderen Gesundheitseinrichtungen, heute auch in Organisationen, in Wirtschaft, Lehre und Forschung. Postmodern nennt sich dieser Ansatz insbesondere deshalb, weil aus dem tradierten Formenkanon der Psychotherapie ohne Einschränkung alles, was nützlich erscheint, eingesetzt wird – ohne Rücksicht auf Ideologien oder intellektuelle Anhaftung am Ursprung. Anderson propagiert ungeniert persönlichen Erfolg und individuelles Streben nach Reichtum und Einfluss, Lebenslanges Lernen und Effizienz in Beziehungen und Privatleben. Die Devisen „Alles geht“ und „Erfolg zählt“ dominieren ihre Therapien und ihr Coaching.
Anderson setzte ihre Ambition in mehreren neuen Institutionen ein – als Mitgründerin von Access Success International, des Houston Galveston Institute und des Taos Institute, aber auch als Vorstandsmitglied des Family Business Institute und der Texas Medical Assistance and Development. Ihre Bücher wurden auf Dänisch, Deutsch, Japanisch, Spanisch und Schwedisch übersetzt. Sie hält Vorträge und Workshops in mehreren Ländern.

## Auszeichnungen
- 1998 Lifetime Achievement Award der Texas Association for Marriage and Family Therapy
- 2000 Outstanding Contributions to Marriage and Family Therapy Award der American Association for Marriage and Family Therapy

## Publikationen
Eine Reihe von Artikeln, die von Harlene Anderson gemeinsam mit anderen Gründern des Galveston Family Institute in den 1980er Jahren publiziert wurden, finden sich in der Publikationsliste von Harold A. Goolishian.

### In englischer Sprache
- Innovations in the Reflecting Process: The Inspiration of Tom Andersen. (Hrsg. mit Per Jensen). Sterling 2007
- Collaborative Therapy: Relationships and Conversations that Make a Difference. (Hrsg. mit Diane Gehart). New York 2006
- Appreciative Organizations. (Co-Autorin, gemeinsam mit D. Cooperrider, K. Gergen, M. Gergen, S. McNamee & D. Whitney). Chagrin Falls 2001
- Conversations, Language and Possibilities: A Postmodern Approach to Therapy. New York 1997
- Is Diagnosis a Desaster? A Constructionist Trialogue. In: Kaslow, Florence W. (ed.): Handbook of Relational Diagnosis & Dysfunctional Family Patterns. Wiley & Sons, Chichester 1996

### In deutscher Sprache
- Das Therapeutische Gespräch: Der Gleichberechtigte Dialog als Perspektive der Veränderung. Stuttgart 1999. ISBN 3-608-91978-3
- Diagnose – ein Desaster? Ein konstruktionistischer Trialog. Kenneth J. Gergen, Lynn Hoffman und Harlene Anderson. Zeitschrift für Systemische Therapie 1997 (4): 224-241